# Zreče
Zreče so majhno mesto s približno 3000 prebivalci v severovzhodni Sloveniji, na vznožju Pohorja, v zgornjem delu Dravinjske doline, na mestu, kjer se soteska reke Dravinje razširi. Zreče so tudi sedež istoimenske občine. 
Naselje obdaja terciarno gričevje podpohorskega dela Dravinjskih goric, na severni strani Brinjeva gora, na zahodu pa slemena Golek, Zabork in Križevec.  
Zreče so pomembno gospodarsko in turistično središče širšega območja. Tu imata sedež veliki orodjarski podjetji Unior in Comet, gonilo turizma pa so predvsem Terme Zreče. Poleg zdraviliškega središča je v Zrečah in okolici več manjših hotelov ter gostišč s prenočišči. Družbi Unior d.d. in Unitur d.o.o. katere del so tudi Terme Zreče in smučarski center Rogla, zaposluje več kot polovico delovno aktivnih prebivalcev občine. V kraju so tudi vrtec, osnovna šola Zreče ter Srednja poklicna in strokovna šola Zreče (enota Šolskega centra Slovenske Konjice - Zreče).
Zreče so uradno pridobile status mesta konec leta 2020, čeprav so se samorazglasile kot mesto že oktobra 1987.

## Zgodovina
V okolici so ostanki naselbin iz bronaste dobe, antike in obdobja naseljevanja Slovanov. V središču kraja je župnijska cerkev Sv. Egidija iz 15. stoletja, ki stoji na mestu še nekaj stoletij starejše cerkve.
Kraj Zreče se kot »Reče« prvič omenja leta 1206, ko je v listini Otokarja konjiškega kot priča omenjen Rupert »de Reetsach«  
Kot enotno naselje se Zreče razvijajo od leta 1980, ko so se združile vasi Zgornje in Spodnje Zreče ter Dobrava. Leta 1987 so dobile status naselja z mestnim značajem, leta 2020 pa status mesta. Gručasto središče Zreč obdajajo razloženi zaselki Jamnik, Golek, Dobrovlje in Bork.

## Naravne znamenitosti

### Smučišče Rogla
Rogla je eno od pomembnejših smučišč v Sloveniji. Leži na nadmorski višini 1517 metrov. Smučišče se razteza na 100 hektarih, sestavlja ga 11 vlečnic, dve 4-sedežnici ter 25 kilometrov urejenih smučarsko-tekaških prog.

### Pot med krošnjami Pohorje
Pot med krošnjami Pohorje je postavljena v samo osrčje pohorskih gozdov, na vrh Rogle, na nadmorski višini 1517 metrov. Opazovalni stolp, najvišja točka poti, je visok 37 metrov, na vrhu katerega je tudi vijugasti tobogan. Sama sprehajalna pot je sicer dolga 1043 metrov. Vodoravni del poti je nameščen 20 metrov nad tlemi. 

### Lovrenška jezera
Lovrenška jezera so največje visoko barje v Sloveniji. Na nadmorski višini okrog 1500 m leži 20 jezerc ali barjanskih oken z najvišjo globino 1,2 metra. Jezera so nastala pred 8000 leti v ledenodobnem obdobju, sekundarno kot erozijske površine, saj se dno pri vseh nadaljuje v pohorsko šoto, ki je edinstveni zdravilni peloid. Območje napajajo izključno padavinske vode. 

### Jezero Zreče
Zreško jezero je umetno nastalo leta 2000. Največja globina jezera je 8 metrov, skupna količina vode pa je 65.000 kubikov. Razdeljen je na dva dela – zgornji manjši del je bolj zaraščen in je namenjen drstenju rib, spodnji pa je namenjen ribolovu, sprehajanju in drugim aktivnostim. Oba dela povezuje mostič. Okrog jezera vodi peščena steza, ki omogoča rekreacijo obiskovalcem. Možen je tudi ribolov, saj je v jezeru več različnih vrst rib. Jezero je ena izmed točk sprehajalne Srčkove učne poti.

## Kulturne znamenitosti

### Skomarska hiša
Skomarska hiša je odlično ohranjen kulturni spomenik in služi kot prikaz življenja nekdanjega kmečkega pohorskega prebivalstva. Leži v vasi Skomarje, ki z 924 metri nadmorske višine spada med najvišje ležeče slovenske vasi s še prevladujočim kmečkim prebivalstvom.
Domačija je bila zgrajena leta 1803. Predstavlja prehodni tip med poznosrednjeveško dimnico in razvojno naprednejšo hišo s črno kuhinjo.

### Cerkev sv. Martina
Podružnična cerkev svetega Martina v Zlakovi je sakralni kulturni spomenik. Nastajati naj bi začela v 14. stoletju, njeni graditelji pa so bili menihi iz Žičke kartuzije. 

### Grad Lušperg
Grad Lušperg (tudi Lušperk, Loški grad ali Luschberg) leži v Loški Gori, ki je del občine Zreče. Višina obzidja je ponekod segala tudi do 6 metrov, zidovi so bili debeli dober meter, imeli so obrambni jarek, na obzidju pa so grad varovali obrambni hodniki. Grad se s tem imenom prvič pojavi leta 1279, ko je Henrik Lušperški pričal na mariborskem gradu. Leta 1502 je bil grad že zagotovo opuščen.

## Turizem
Zgodovina razvoja turizma sega v leto 1976, ko je podjetje Unior, d. d., pričelo z urejanje turistične infrastrukture v Zrečah in na Rogli. Klimatsko letovišče Rogla in Terme Zreče spadata med največja smučarska in termalna središča v Sloveniji.

## Športne aktivnosti

### Smučanje in deskanje na snegu
Smučanje in deskanje na snegu je omogočeno na smučišču Rogla. Ta ponuja 25 kilometrov urejenih smučarsko-tekaških prog. Na voljo je tudi Fun park Rogla za deskarje in smučarje prostega sloga.

### Tek na smučeh
Ob Hotelu Natura na Rogli se prične startno-ciljna arena Smučarsko-tekaškega centra Rogla ter poligon za tek na smučeh. Za tek na smučeh so na voljo naslednje proge:
- 1,5 km sprint,
- 2,5 km WC
- 3,75 km prosto
- 3,75 km klasika
- 5 km
- 7,5 km

### Bike park Rogla
Adrenalinski park ima 7,5 km urejenih prog. Obiskovalci lahko izbirajo med šestimi raznolikimi gozdnimi progami, ki se razlikujejo v težavnosti; na voljo so proge od modre do črne. Na poti jih čakajo tudi različne ovire in bajkerski elementi.

### Športni ribolov na jezeru Zreče
Zreško jezero je razdeljeno na dva dela. Manjši zgornji del je namenjen drstenju rib, spodnji, ki je večji, pa daje prostor ribolovu. Jezero je dom številnim ribam: smuču, ščuki, klenu, podustu, krapu, zelenki in drugim ribam. Dovolilnico za ribolov lahko obiskovalci pridobijo na recepciji hotelov v Termah Zreče.

### Trajnostna mobilnost
V občini Zreče je vzpostavljen enotni sistem izposoje koles (KolesCE). Lokalno prebivalstvo in turisti se lahko sedaj s kolesom iz sistema KolesCE zapeljejo vse do Celja, Žalca in Šentjurja. V občini Zreče so 4 postajališča (občina Zreče, Pred vhodom v Unior, hotel Dobrava, Večgeneracijski center v centru starih Zreč). Gostje pa si lahko sposodijo kolesa tudi pri posameznih ponudnikih (gostišče Smogavc, hotel Vital, hotel reAktiv, hotel Planja). LTO Rogla-Zreče, ponuja izposojo 11 električnih koles. Izboljšana mobilnost je razvidna v nadgradnji in vzdrževanju kolesarskih in pohodniških poti ter vzpostavitvi polnilnic za električna vozila. Občine Zreče so vključene v trajnostni vseslovenski projekt »Prostovoljski projekt za mobilnost starejših«, ki povezuje starejše osebe potrebnih prevoza s starejšimi aktivnimi vozniki, ki pa po drugi strani radi priskočijo na pomoč. Občina je želela s projektom »PROSTOFER« postati tudi prijazne do okolja, zato je za ta namen zagotovila električno vozilo.

## Mednarodne povezave
- Sedbergh, Anglija, Združeno kraljestvo

Zreče so od leta 2005 pobratene s krajem Sedbergh v severozahodni Angliji. Zreče so prebivalci Sedbergha izbrali med več kandidati v sklopu BBC-jeve dokumentarne serije The Town That Wants A Twin.